# Steve Bridges

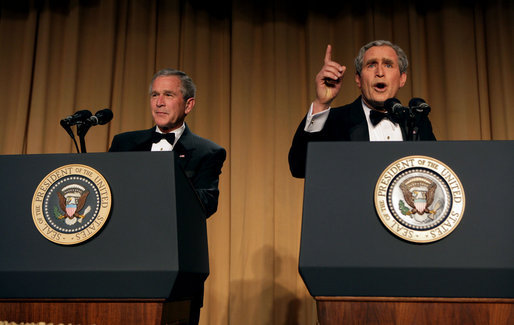
George W. Bush (links) und Steve Bridges (rechts)

Steve Bridges (* 22. Mai 1963 in Dallas; † 3. März 2012 in Los Angeles) war ein US-amerikanischer Komiker, Imitator, Parodist und Schauspieler.

## Leben
Steve Bridges hat über 200 Persönlichkeiten imitiert, darunter US-Fernsehgrößen  wie Tom Brokaw, Paul Harvey und Rush Limbaugh. Besonders bekannt wurde er als Parodist der letzten drei US-Präsidenten Bill Clinton, George W. Bush, Barack Obama oder Schauspieler und Gouverneur Arnold Schwarzenegger. Dabei imitierte er nicht nur die Stimme, Motorik und Gestik der parodierten Personen. Er engagierte unter anderem den Oscar-prämierten Maskenbildner Kevin Haney (Miss Daisy und ihr Chauffeur) um sich von ihm in Doppelgänger mit erstaunlicher Ähnlichkeit verwandeln zu lassen.
Nach George W. Bushs Wiederwahl im Jahre 2004 trat er in der Tonight Show von Jay Leno auf und gab ein Interview als soeben wiedergewählter Präsident.
Im Jahre 2006, erschien er neben dem echten amtierenden George W. Bush beim traditionellen Korrespondenten-Dinner des Weißen Hauses. Während Bushs Rede sprach er vor dem Publikum dessen „wahren Gedanken“ aus.
Bridges wurde am 3. März 2012 von seiner Hausangestellten in seinem Haus in Los Angeles tot aufgefunden, nachdem er schon am Vortag nicht ans Telefon gegangen sei. Nach Angaben seines Managements sei er kurz zuvor von einem Auftritt in Hongkong zurückgekehrt und habe über außergewöhnliche Müdigkeit, einen „Super-Jetlag“ geklagt. Als offizielle Todesursache wurde ein anaphylaktischer Schock diagnostiziert.

## Film und Fernsehauftritte
- 1994: Hallo Schwester! (Nurses, Fernsehserie, eine Episode)
- 2000: The District – Einsatz in Washington (The District, Fernsehserie, eine Episode)
- 2001: Emergency Room – Die Notaufnahme (ER, Fernsehserie, eine Episode)
- 2002: JAG – Im Auftrag der Ehre (JAG, Fernsehserie, eine Episode)
- 2003: Navy CIS (NCIS, Fernsehserie, Folge 1x1 Air Force One)
- 2003: Whoopi
- 2003: George-Lopez-Show
- 2005: The Comedy Central „Roast“ of Jeff Foxworthy
- 2005: Merry F#%$in' Christmas
- 2006: White House Correspondents Dinner
- 2006: The View
- 2006: Larry King Live
- 2008: Lange Flate Ballær II
- 2009: The Adventures of Umbweki